# Куралай
Куралай (каз. Құралай) — село в районе Магжана Жумабаева Северо-Казахстанской области Казахстана. Входит в состав Лебяжинского сельского округа. Находится примерно в 30 км к северо-востоку от города Булаево, административного центра района, на высоте 113 метров над уровнем моря. Код КАТО — 593653300.

## Население
В 1999 году численность населения села составляла 487 человек (260 мужчина и 227 женщин). По данным переписи 2009 года, в селе проживало 308 человек (151 мужчина и 157 женщин).